# Denise Fraga
Denise Rodrigues Fraga (Rio de Janeiro, 15 de outubro de 1964) é uma atriz, produtora e cronista brasileira. Ela recebeu vários prêmios durante sua carreira, incluindo um Grande Otelo, dois Prêmios APCA, um Prêmio Guarani, e dois Prêmios Qualidade Brasil. Nos anos recentes, Fraga também atua como palestrante em eventos por todo o país, destacando-se em temas que abordam o desenvolvimento de relações interpessoais e escreve crônicas sobre maternidade periodicamente para a Revista Crescer.
Fraga iniciou sua carreira como atriz no teatro na década de 1980 ao integrar o Grupo Tapa, onde participou de várias montagens teatrais. Em 1985 estreou no teatro profissional na peça Conto de Inverno. Seu primeiro trabalho no cinema foi em 1986 no filme Com Licença, Eu Vou à Luta e, no ano seguinte, estreou na televisão como Amália na telenovela Bambolê. No entanto, Denise alcançou maior sucesso pelo seu desempenho ao protagonizar a peça de comédia Trair e Coçar É só Começar, que ficou em cartaz entre 1989 e 1995, como a empregada Olímpia, que lhe rendeu aclamação da crítica e muitos prêmios. Durante esse período, foi convidada para fazer diversos trabalhos na televisão, como a novela  Barriga de Aluguel (1990), a minissérie A, E, I, O... Urca, (1990) e o humorístico TV Pirata (1990–92).
Em 1999, teve papel em destaque no filme Por Trás do Pano, como a atriz insegura Helena. Sua performance dramática foi aclamada pela crítica, sendo premiada internacionalmente. Por esse trabalho, ela foi eleita melhor atriz no Festival de Gramado e no Festival de Havana, além de ter recebido o Grande Otelo de Melhor Atriz e ter sido indicada ao Prêmio Guarani de Melhor Atriz. Na televisão, ela se popularizou por seus personagens cômicos, como na minissérie O Auto da Compadecida (2000) e nos seriados Retrato Falado e Fazendo História, exibidos no Fantástico entre 1999 e 2005. Em 2008 voltou a ser elogiada por sua atuação dramática na série Queridos Amigos, da TV Globo, e na peça A Alma Boa de Setsuan, que lhe rendeu um Prêmio APCA e dois Prêmios Qualidade Brasil.
Em 2011 ganhou o Prêmio Guarani de Melhor Atriz Coadjuvante por seu desempenho em As Melhores Coisas do Mundo. De 2013 a 2014, Fraga interpretou a vitrinista Teresa Maria na série Três Teresas, no GNT. No filme Hoje (2011), se destacou pelo desempenho dramático como Vera, ganhando o Prêmio APCA de melhor atriz de cinema e o Troféu Candango de melhor atriz pelo Festival de Brasília. Ela também foi premiada no teatro por suas performances nas peças Galileu Galilei, A Visita da Velha Senhora e Eu de Você. Em 2021 ela voltou a participar do elenco fixo de uma novela depois de 25 anos, em Um Lugar ao Sol, como a cantora fracassada Júlia. Em 2021 foi indicada ao Grande Otelo de melhor atriz coadjuvante por sua atuação em Música para Morrer de Amor.

## Biografia
Denise nasceu no Rio de Janeiro, no bairro de Lins de Vasconcelos . Começou a carreira em 1985 no Grupo Tapa, sob direção de Eduardo Tolentino de Araújo. Ao final do curso [em 1985], ela atuou numa peça de Shakespeare, Conto de inverno. Depois de formada, atuou em O Alienista do mesmo diretor, Renato Icarahy. E foi uma das fundadoras com Moacyr Chaves, em 1986, da companhia  teatral, o Cite Teatro, com a qual percorreu escolas do Rio encenando autores como Martins Penna (As Desgraças de uma Criança), França Jr. (Defeito de Família) e Artur Azevedo.

### Carreira na televisão

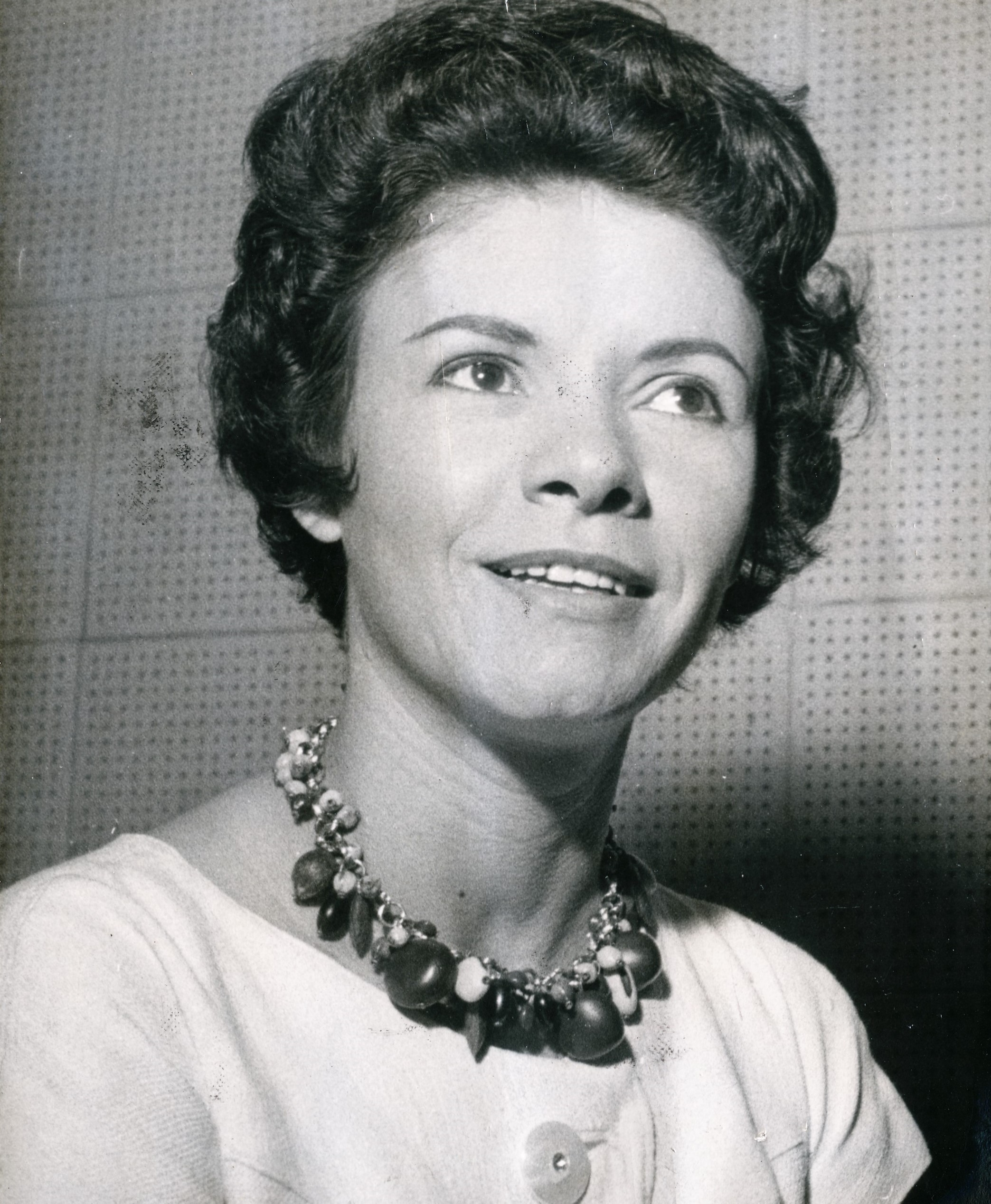
Denise Fraga trabalhou com a atriz Eloísa Mafalda na minissérie A, E, I, O... Urca (1990).

Iniciou sua trajetória em 1987 na telenovela Bambolê como Amália. No ano seguinte, deu vida a Natália na minissérie O Primo Basílio e esteve no especial Grupo Escolacho. Em 1990, foi Sarinha em A, E, I, O... Urca e Rita Garcez em Barriga de Aluguel, além de viver vários papéis no humorístico TV Pirata.
Em 1992, participou do seriado Mundo da Lua, da TV Cultura e, dois anos mais tarde, foi Olga no remake de Éramos Seis e Natália em Sangue do Meu Sangue, no SBT. Finalizou o decênio no humorístico Vida ao Vivo Show, além de interpretar Dora na minissérie O Auto da Compadecida e participar do episódio "Amálias que Vêm Para o Bem", no programa O Belo e as Feras, e interpretou diversas personagens no quadro' retrato falado' no zorra total.
Em 2000, foi Caroba em Brava Gente e Meg na telenovela Uga Uga. Nos sete anos posteriores, interpretou vários personagens em quadros do Fantástico como "Retrato Falado" (premiada como Melhor Atriz Cômica pelo Prêmio Contigo! de TV de 2003), "Dias de Glória", "Álbum de Casamento", "Fazendo História", "Te Quiero América" além de viver a jornalista Mel em "Copas de Mel". Em 2008, foi Bia na minissérie Queridos Amigos e, no ano seguinte, deu vida a personagem homônima da série Norma.
Em 2013, foi Teresa em Três Teresas, do canal fechado GNT; e de sua vida a Aurora Rangel em A Mulher do Prefeito, série da Rede Globo. Três anos mais tarde, interpretou Cândida Martins em A Lei do Amor e, em 2020, foi Guiomar Araújo em Boca a Boca, da Netflix.

### Carreira no cinema
Estreou nas telonas em 1986 em Com Licença, Eu Vou à Luta. Seis anos mais tarde, esteve em Um Casal Chamado Paixão e em 1994 foi Flávia Chip em O Efeito Ilha. Nos dois anos posteriores, participou dos curtas Até a Eternidade e do longa Felicidade É... Sonho, esta última, lhe garantiu o prêmio Festival de Brasília como Melhor Atriz. No mesmo período, também esteve na obra Lembranças do Futuro. Em 1997, deu vida a Anita no longa O Cineasta da Selva; esteve no curta-metragem Lápide e, logo em seguida, foi Neidinha em Boleiros - Era uma Vez o Futebol....
Seu primeiro destaque no cinema só viria em 1999, ao interpretar Helena no filme Por Trás do Pano, personagem consagrada com os prêmios Festival de Gramado, Festival de Havana, Festival Hispano Miami, Festival de Cinema e Vídeo de Cuiabá, Festival de Cinema de Natal, Grande Prêmio do Cinema Brasileiro e Festival SESC Melhores Filmes, todos estes na categoria de Melhor Atriz.

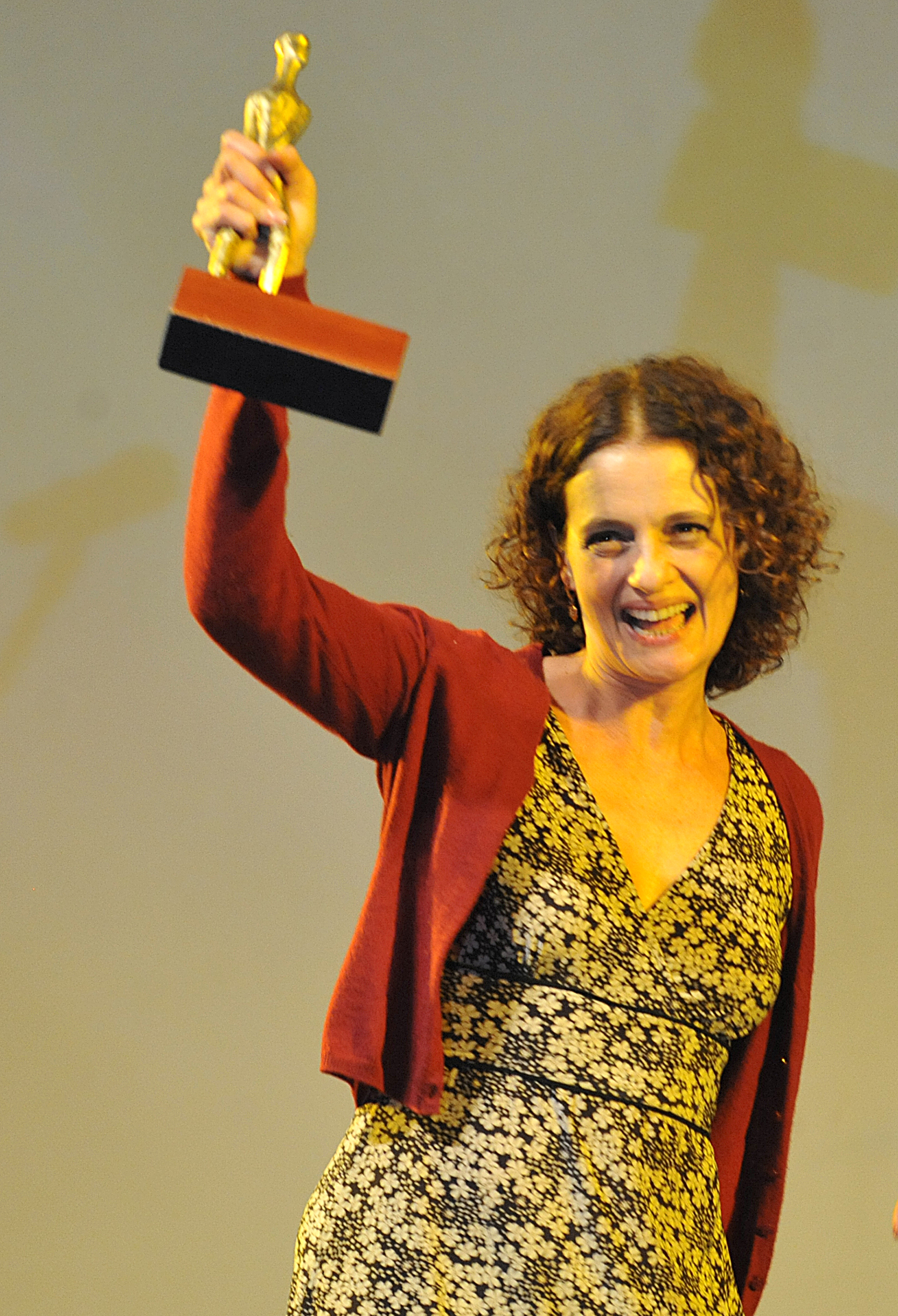
Fraga no Festival de Brasília em 2011.

Em 2000, foi Dora em O Auto da Compadecida, mas três anos depois, dando vida a Cristina no filme Cristina Quer Casar, conquistou o prêmio Festival de Cinema Brasileiro de Miami como Melhor Atriz. Em 2006, esteve em Boleiros 2 - Vencedores e Vencidos como Juíza Neidinha. No ano seguida, deu vida aos personagens Lydia e Magali em O Signo da Cidade e Os Porralokinhas, respectivamente. Concluiu o decênio como produtora do longa O Contador de Histórias.
Em 2010, participou do filme As Melhores Coisas do Mundo como Camila, personagem que lhe garantiu a consagração no Prêmio Contigo! de Cinema Nacional como Melhor Atriz Coadjuvante. Nos dois anos seguintes, deu vida a Vera em Hoje, papel consagrado como Melhor Atriz pelo Troféu APCA e Festival de Brasília, além de participar no Mundo Invisível. Em 2013, esteve no documentário A Vida Não Basta como ela mesma e, três anos mais tarde, foi Ana Lúcia em De Onde Eu Te Vejo. Entre 2017 e 2018, interpretou Clarice em Fala Comigo e foi dubladora em Tito e os Pássaros. Encerrou o decênio como Berenice em Música Para Cortar os Pulsos e Lilian em 45 do Segundo Tempo.

### Carreira no teatro
Entre 1989 a 1995, deu vida a empregada doméstica "Olímpia", da peça Trair e Coçar é Só Começar, seu maior sucesso no teatro. Em 1991, apresentou o Prêmio APETESP junto com o ator Fúlvio Stefanini. Em 2003, após sete anos de ausência no teatro, esteve em 3 Versões da Vida como Sônia, obra da autora francesa Yasmina Reza. Cinco mais tarde, esteve na peça A Alma Boa de Setsuan como a prostituta Chen-Tê, papel que lhe garantiu o Prêmio Quem de Teatro, Troféu APCA e Prêmio Arte Qualidade Brasil.
Em 2011, Denise voltou aos palcos na comédia dramática Sem Pensar. Em 2015, a atriz interpretou o astrônomo italiano e matemático Galileu Galilei.

## Vida pessoal
Possui formação teatral de atriz na Escola Técnica Estadual de Teatro Martins Penna com mais de trinta anos nos palcos. Mora desde 1994 em São Paulo. É casada com o diretor Luiz Villaça e tem dois filhos. Em agosto de 2014, publicou em sua coluna no jornal Folha de S.Paulo um texto denominado “Química, para que te quero?”, onde questionava a essencialidade do estudo de química nas escolas e sugeria que a disciplina tivesse seu conteúdo reduzido e/ou trocado por atividades recreativas, como o jogo de xadrez.
A Sociedade Brasileira de Química e Sociedade Brasileira para o Progresso da Ciência se pronunciaram, defendendo que o ensino de química é fundamental nas escolas, para formarem cidadãos que compreendam o mundo ao seu redor e para tornarem capazes de tomar decisões informadas e salientando os efeitos caso a disciplina fosse excluída do currículo fundamental.

## Filmografia

### Televisão
| Ano     | Título                | Personagem                       | Notas                                  |
| ------- | --------------------- | -------------------------------- | -------------------------------------- |
| 1987    | Bambolê               | Amália Alenar                    |                                        |
| 1988    | O Primo Basílio       | Natália                          |                                        |
| 1988    | Grupo Escolacho       | Alice                            | Especial de fim de ano                 |
| 1990    | A, E, I, O... Urca    | Sarinha                          |                                        |
| 1990    | Barriga de Aluguel    | Rita Garcez (Ritinha)            |                                        |
| 1990–92 | TV Pirata             | Vários personagens               |                                        |
| 1992    | Mundo da Lua          | Juliana Silva (Juju)             | Episódio: "As Três Irmãs"              |
| 1994    | Éramos Seis           | Olga Amaral Marcondes de Bueno   |                                        |
| 1995    | Sangue do Meu Sangue  | Natália                          |                                        |
| 1996    | E Agora, Lulu?        | Lulu                             | Especial de fim de ano                 |
| 1998    | Mulher                | Madalena                         | Episódio: "O Néctar da Vida"           |
| 1998–99 | Vida ao Vivo Show     | Vários personagens               |                                        |
| 1999    | Chiquititas           | Ela mesma                        |                                        |
| 1999    | O Belo e as Feras     | Amália                           | Episódio: "Amálias que Vêm Para o Bem" |
| 1999    | O Auto da Compadecida | Dora                             |                                        |
| 1999–05 | Retrato Falado        | Vários personagens               |                                        |
| 2000    | Brava Gente           | Caroba                           | Episódio: "O Santo e a Porca"          |
| 2000    | Uga Uga               | Meg Karabastos                   | Episódio: "8 de maio"                  |
| 2002    | Copas de Mel          | Mel                              |                                        |
| 2003    | Dias de Glória        | Vários personagens               |                                        |
| 2004    | Álbum de Casamento    | Vários personagens               |                                        |
| 2004    | Fazendo História      | Vários personagens               |                                        |
| 2007    | Te Quiero América     | Maria                            |                                        |
| 2008    | Queridos Amigos       | Beatriz Guimarães Moutinho (Bia) |                                        |
| 2009    | Norma                 | Norma                            |                                        |
| 2013    | A Mulher do Prefeito  | Aurora Rangel                    |                                        |
| 2013–14 | Três Teresas          | Teresa Maria Rodrigues           |                                        |
| 2016    | A Lei do Amor         | Cândida Martins                  | Episódios: "3–5 de outubro"            |
| 2020    | Boca a Boca           | Guiomar Araújo                   |                                        |
| 2021    | Um Lugar ao Sol       | Júlia Frateschi Soares           |                                        |

### Cinema
| Ano  | Título                              | Papel           | Nota           |
| ---- | ----------------------------------- | --------------- | -------------- |
| 1986 | Com Licença, Eu Vou à Luta          | Amiga de Eliane |                |
| 1992 | Um Casal Chamado Paixão             |                 |                |
| 1994 | O Efeito Ilha                       | Flávia Chip     |                |
| 1995 | Até a Eternidade                    |                 |                |
| 1995 | Felicidade É...                     |                 |                |
| 1996 | Lembrança do Futuro                 |                 |                |
| 1997 | O Cineasta da Selva                 | Anita           | Documentário   |
| 1997 | Lápide                              | Esposa          | Curta-metragem |
| 1998 | Boleiros - Era uma Vez o Futebol... | Mulher de Azul  |                |
| 1999 | Por Trás do Pano                    | Helena          |                |
| 2000 | O Auto da Compadecida               | Dora            |                |
| 2003 | Cristina Quer Casar                 | Cristina        |                |
| 2004 | Como Fazer um Filme de Amor         | Laura           |                |
| 2006 | Boleiros 2 - Vencedores e Vencidos  | Juíza Neidinha  |                |
| 2007 | O Signo da Cidade                   | Lydia           |                |
| 2007 | Os Porralokinhas                    | Magali          |                |
| 2009 | O Contador de Histórias             |                 | Como produtora |
| 2010 | As Melhores Coisas do Mundo         | Camila          |                |
| 2011 | Hoje                                | Vera            |                |
| 2012 | Mundo Invisível                     | Nerita          |                |
| 2013 | A Vida Não Basta                    | Ela mesma       | Documentário   |
| 2016 | De Onde Eu Te Vejo                  | Ana Lúcia       |                |
| 2017 | Fala Comigo                         | Clarice         |                |
| 2018 | Tito e os Pássaros                  | Rosa            | Dublagem       |
| 2020 | Música para Morrer de Amor          | Berenice        |                |
| 2022 | 45 do Segundo Tempo                 | Lilian          | [ 80 ]         |
| 2025 | Sonhar com Leões                    | Gilda           |                |

## Teatro
| Ano     | Título                      | Personagem          |
| ------- | --------------------------- | ------------------- |
| 1985    | Conto de Inverno            |                     |
| 1985    | O Alienista                 |                     |
| 1986–94 | Trair e Coçar é só Começar  | Olímpia             |
| 1987    | As Desgraças de uma Criança |                     |
| 1988    | O Primo da Califórnia       |                     |
| 1988    | O Defeito de Família        |                     |
| 1991    | Esperando Godot             | Wladimir            |
| 1994    | 5X Comédia                  | Várias personagens  |
| 1995    | A Quarta Estação            | Catarina            |
| 2003–04 | 3 Versões da Vida           | Sônia               |
| 2006–07 | Ricardo III                 | Elizabeth           |
| 2008–10 | A Alma Boa de Setsuan       | Chen Tê / Chui Ta   |
| 2011–13 | Sem Pensar                  | Vicky               |
| 2012    | Elas Não Gostam de Apanhar  | Narradora           |
| 2012–14 | Chorinho                    | Joana               |
| 2015–16 | Galileu Galilei             | Galileu Galilei     |
| 2017–18 | A Visita da Velha Senhora   | Claire Zahanasian   |
| 2019    | Eu de Você                  | Vários personagens  |
| 2020    | Galileu e Eu                | Galileu Galilei     |
| 2021    | Dez por Dez                 | A Mulher de 50 anos |
| 2024    | O Que Só Sabemos Juntos     |                     |

## Prêmios e indicações
| Ano  | Prêmio                                      | Categoria                                         | Nomeações                   | Resultado | Ref     |
| ---- | ------------------------------------------- | ------------------------------------------------- | --------------------------- | --------- | ------- |
| 1989 | Prêmio APETESP                              | Revelação do Teatro Nacional                      | Trair e Coçar é só Começar  | Venceu    |         |
| 1995 | Prêmio APETESP                              | Melhor Atriz                                      | A Quarta Estação            | Venceu    | [ 85 ]  |
| 1995 | Festival de Brasília                        | Melhor Atriz                                      | Felicidade É...             | Venceu    | [ 42 ]  |
| 1999 | Festival de Gramado                         | Melhor Atriz                                      | Por Trás do Pano            | Venceu    | [ 47 ]  |
| 1999 | Festival de Havana                          | Melhor Atriz                                      | Por Trás do Pano            | Venceu    | [ 47 ]  |
| 1999 | Festival Hispano Miami                      | Melhor Atriz                                      | Por Trás do Pano            | Venceu    | [ 47 ]  |
| 1999 | Festival de Cinema e Vídeo de Cuiabá        | Melhor Atriz                                      | Por Trás do Pano            | Venceu    | [ 47 ]  |
| 1999 | Festival de Cinema de Natal                 | Melhor Atriz                                      | Por Trás do Pano            | Venceu    | [ 47 ]  |
| 2000 | Grande Prêmio do Cinema Brasileiro          | Melhor Atriz                                      | Por Trás do Pano            | Venceu    | [ 47 ]  |
| 2000 | Prêmio Guarani de Cinema Brasileiro         | Melhor Atriz                                      | Por Trás do Pano            | Indicado  |         |
| 2000 | Festival SESC Melhores Filmes               | Melhor Atriz                                      | Por Trás do Pano            | Venceu    | [ 47 ]  |
| 2000 | Troféu Super Cap de Ouro                    | Melhor Atriz                                      | Retrato Falado              | Venceu    | [ 87 ]  |
| 2003 | Prêmio Contigo! de TV                       | Melhor Atriz Cômica                               | Retrato Falado              | Venceu    | [ 25 ]  |
| 2003 | Prêmio Qualidade Brasil                     | Melhor Atriz Programa Humorístico                 | Retrato Falado              | Indicada  | [ 88 ]  |
| 2003 | Festival de Cinema Brasileiro de Miami      | Melhor Atriz                                      | Cristina Quer Casar         | Venceu    | [ 48 ]  |
| 2008 | Prêmio Quem de Teatro                       | Melhor Atriz                                      | A Alma Boa de Setsuan       | Venceu    | [ 3 ]   |
| 2008 | Troféu APCA                                 | Melhor Atriz Teatral                              | A Alma Boa de Setsuan       | Venceu    | [ 3 ]   |
| 2008 | Prêmio Arte Qualidade Brasil                | Melhor Atriz de Comédia                           | A Alma Boa de Setsuan       | Venceu    | [ 3 ]   |
| 2009 | Prêmio Arte Qualidade Brasil                | Melhor Atriz de Comédia                           | A Alma Boa de Setsuan       | Venceu    | [ 3 ]   |
| 2009 | Prêmio Shell                                | Melhor Atriz                                      | A Alma Boa de Setsuan       | Indicada  | [ 89 ]  |
| 2010 | Prêmio Contigo! de Cinema Nacional          | Melhor Atriz Coadjuvante                          | As Melhores Coisas do Mundo | Venceu    | [ 90 ]  |
| 2011 | Grande Prêmio do Cinema Brasileiro          | Melhor Atriz Coadjuvante                          | As Melhores Coisas do Mundo | Indicada  | [ 91 ]  |
| 2011 | Festival de Brasília                        | Melhor Atriz                                      | Hoje                        | Venceu    | [ 92 ]  |
| 2013 | Troféu APCA                                 | Melhor Atriz                                      | Hoje                        | Venceu    | [ 93 ]  |
| 2014 | Festival SESC Melhores Filmes               | Melhor Atriz do público Melhor Atriz dos críticos | Hoje                        | Venceu    | [ 94 ]  |
| 2016 | Prêmio FITA - Festa Internacional de Teatro | Melhor Atriz                                      | Galileu Galilei             | Venceu    | [ 95 ]  |
| 2016 | Prêmio Botequim Cultural                    | Melhor Atriz de Drama/ Comédia                    | Galileu Galilei             | Venceu    | [ 96 ]  |
| 2017 | Prêmio Shell                                | Melhor Atriz                                      | A Visita da Velha Senhora   | Indicada  | [ 97 ]  |
| 2018 | Prêmio Aplauso Brasil                       | Melhor Atriz do público                           | A Visita da Velha Senhora   | Venceu    | [ 98 ]  |
| 2018 | Prêmio Botequim Cultural                    | Melhor Atriz de Drama/ Comédia                    | A Visita da Velha Senhora   | Venceu    | [ 99 ]  |
| 2019 | Prêmio Guia Folha de S.Paulo                | Melhor Monólogo                                   | Eu de Você                  | Venceu    | [ 100 ] |
| 2019 | Prêmio Arcanjo de Cultura                   | Categoria Teatro                                  | Eu de Você                  | Venceu    | [ 101 ] |
| 2020 | Prêmio F5                                   | Melhor Websérie                                   | Horas em Casa               | Indicado  |         |
| 2020 | Prêmio The Brazilian Critic                 | Melhor Atriz Coadjuvante em Série de Drama        | Boca a Boca                 | Indicada  |         |
| 2021 | Festival SESC Melhores Filmes               | Melhor Atriz Nacional                             | Música para Morrer de Amor  | Indicado  |         |
| 2021 | Grande Prêmio do Cinema Brasileiro          | Melhor Atriz Coadjuvante                          | Música para Morrer de Amor  | Indicado  |         |
| 2023 | Prêmio Cesgranrio de Teatro                 | Melhor Atriz                                      | Eu de Você                  | Pendente  |         |